# セントクレア郡 (ミズーリ州)
セントクレア郡（英: St. Clair County）は、アメリカ合衆国ミズーリ州の西部に位置する郡である。2010年国勢調査での人口は9,805人であり、2000年の9,652人から1.6％増加した。郡庁所在地はオセオラ市（人口947人）であり、同郡で人口最大の都市はアップルトンシティ市（人口1,127人）である。セントクレア郡は1841年1月29日に組織化され、郡名は北西部領土知事を務めたアーサー・セントクレア将軍に因んで名付けられた。セントクレアは連合会議の第9代議長を務め、その在任中に北西部条例とアメリカ合衆国憲法が会議を通過した。
「ザ・ゼンチュリー・マガジン」1907年4月号に拠れば、セントクレア郡は鉄道建設のために債券を発行し、鉄道は建設されず、債券の利益支払いを拒んだことで、1870年から30年以上もアメリカ合衆国政府に反旗を翻していると報じていた。

## 地理
アメリカ合衆国国勢調査局に拠れば、郡域全面積は701.90平方マイル (1,817.9 km2)であり、このうち陸地676.66平方マイル (1,752.5 km2)、水域は25.25平方マイル (65.4 km2)で水域率は3.60％である。

### 主要高規格道路
- アメリカ国道54号線
- ミズーリ州道13号線
- ミズーリ州道52号線
- ミズーリ州道82号線

### 隣接する郡
- ヘンリー郡 - 北
- ベントン郡 - 北東
- ヒッコリー郡 - 東
- ポーク郡 - 南東
- シーダー郡 - 南
- バーノン郡 - 南西
- ベイツ郡 - 北西

## 人口動態
以下は2000年の国勢調査による人口統計データである。
| 基礎データ - 人口: 9,652人 - 世帯数: 4,040 世帯 - 家族数: 2,791 家族 - 人口密度: 6人/km2（14人/mi2） - 住居数: 5,205軒 - 住居密度: 3軒/km2（8軒/mi2） 人種別人口構成 - 白人: 97.36% - アフリカン・アメリカン: 0.23% - ネイティブ・アメリカン: 0.75% - アジア人: 0.15% - 太平洋諸島系: 0.02% - その他の人種: 0.29% - 混血: 1.21% - ヒスパニック・ラテン系: 0.98% 年齢別人口構成 - 18歳未満: 23.0% - 18-24歳: 5.6% - 25-44歳: 22.9% - 45-64歳: 27.2% - 65歳以上: 21.3% - 年齢の中央値: 44歳 - 性比（女性100人あたり男性の人口） - 総人口: 98.6 - 18歳以上: 94.3 | 世帯と家族（対世帯数） - 18歳未満の子供がいる: 26.3% - 結婚・同居している夫婦: 57.6% - 未婚・離婚・死別女性が世帯主: 7.7% - 非家族世帯: 30.9% - 単身世帯: 27.4% - 65歳以上の老人1人暮らし: 14.8% - 平均構成人数 - 世帯: 2.34人 - 家族: 2.83人 収入と家計 - 収入の中央値 - 世帯: 25,321米ドル - 家族: 31,498米ドル - 性別 - 男性: 23,231米ドル - 女性: 18,351米ドル - 人口1人あたり収入: 14,025米ドル - 貧困線以下 - 対人口: 19.6% - 対家族数: 16.2% - 18歳未満: 25.3% - 65歳以上: 17.6% |

## 都市と町
| - アップルトンシティ - コリンズ | - ガースター - ローリーシティ | - オセオラ - 郡庁所在地 - ロスコー | - テイバービル - ビスタ |

## 政治

### 地方
セントクレア郡の地方レベルでは民主党が大半の政治を支配しており、郡の選挙で選ばれる役職は6人を除いて独占している。

#### 2008年大統領予備選挙
2008年の大統領予備選挙で、セントクレア郡は二大政党の候補者をどちらも州全体と全国で二位に終わった者を選んだ。民主党の予備選挙ではヒラリー・クリントンが1位となり、さらに共和党予備選挙で各候補に投じられた票数よりも多かった。